# Parkhill Farm

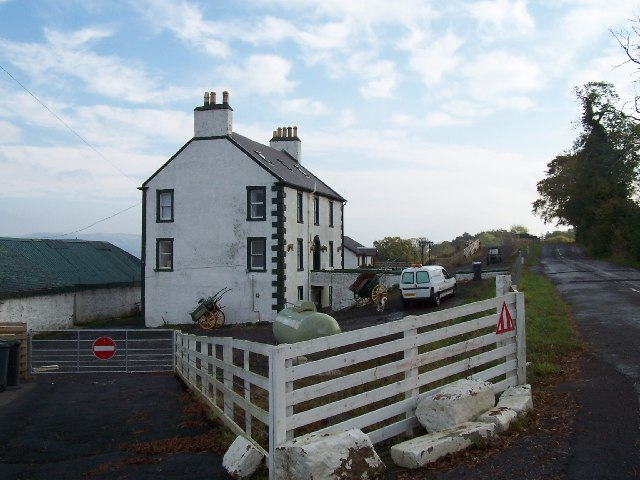
Parkhill Farm

Die Parkhill Farm ist ein Bauernhaus nahe der schottischen Stadt Port Glasgow in der Council Area Inverclyde. 1971 wurde das Bauwerk in die schottischen Denkmallisten in der Kategorie B aufgenommen.

## Beschreibung
Das längliche Gebäude liegt isoliert an der Greenock Road östlich von Port Glasgow unweit von Finlaystone House. Das Baujahr ist nicht exakt verzeichnet, sodass nur das 18. Jahrhundert als Bauzeitraum angegeben werden kann. Wahrscheinlich beherbergte das Gebäude früher eine Gaststätte. Das Mauerwerk des Harl-verputzten Hauses besteht aus Bruchstein. Die südexponierte Frontseite des dreistöckigen Gebäudes ist symmetrisch aufgebaut. Die zentrale Eingangstüre ist auf Grund der Hanglage über eine Brücke in das erste Obergeschoss zugänglich. Sie schließt mit einem Segmentbogen mit verziertem Schlussstein und Kämpferfenster ab. Die Fenster sind mit abgesetzten Faschen versehen und auf drei vertikalen Achsen angeordnet. Die Gebäudekanten sind mit Ecksteinen abgesetzt. Heute ist in dem Haus ein Hundehotel untergebracht.